# Macrosiphoniella persequens
Macrosiphoniella persequens är en insektsart som först beskrevs av Walker 1852.  Macrosiphoniella persequens ingår i släktet Macrosiphoniella och familjen långrörsbladlöss. Arten är reproducerande i Sverige. Inga underarter finns listade i Catalogue of Life.